# Sauvetage économique de l'Autriche par la Société des Nations
Après la Première Guerre mondiale, la Société des Nations mit en place une aide financière internationale pour sauver l'économie autrichienne, ravagée par le conflit.

## Contexte
L’Autriche-Hongrie finance la guerre par un recours massif aux emprunts de guerre et à l’aide de la banque d’émission. Les emprunts de guerre se succèdent avec des valeurs nominales de 35 milliards de couronnes or en Autriche, de 18,8 milliards en Hongrie. Cela pèse indirectement sur la Banque d’Autriche-Hongrie car elle doit accorder aux souscripteurs un crédit lombard, emprunt sur nantissement calculé sur la valeur nominale du titre. Après juin 1915, la Banque finance la guerre par des avances à l’État d’un montant de 20 milliards à l’Autriche, 7 milliards à la Hongrie. La défaite austro-hongroise de novembre 1918 provoque l’écroulement du système financier. 
Dès la fin de la guerre, l’Autriche entre dans une grave période de crise. Son économie, affaiblie par quatre ans de conflit, est écrasée par les remboursements et la dislocation de l'empire d'Autriche-Hongrie, prévus par le traité de Saint-Germain-en-Laye. Ainsi, la Première République d'Autriche traverse une crise budgétaire désastreuse, l'hyperinflation  entraîna une dépréciation importante de la monnaie impériale, la Couronne autrichienne et en 1922, cette monnaie ne valait plus qu'un quinze millième de sa valeur d'avant guerre, à laquelle s’ajoutent des problèmes alimentaires critiques, l’agriculture autrichienne étant trop peu développée pour nourrir les deux millions d’habitants de Vienne, capitale disproportionnée pour un pays de désormais six millions d’habitants à la suite des traités de paix. Compte tenu de la situation catastrophique de la région viennoise, la Croix-Rouge y multiplie les expéditions de secours entre 1919 et 1921, mais elle ne peut résoudre le problème autrichien sur le long terme. Après plusieurs aides infructueuses de la part des Alliés, c’est finalement la Société des Nations qui met au point un projet d’aide économique capable d’enrayer la crise autrichienne.

## Échec des prêts
Les puissances alliées, inquiètes de la détérioration de la situation, demandent en mars 1921 à la Société des Nations de s’occuper de la situation autrichienne. Est alors mis en place un comité financier et économique chargé de trouver une solution à la crise budgétaire. Celui-ci rend rapidement un projet de sauvetage économique : pour soulager les finances autrichiennes, les États alliés sont invités à lever les hypothèques qu’ils possèdent sur l’Autriche (de par le traité de Saint-Germain-en-Laye) durant vingt ans. 
Le projet n’est toutefois pas respecté par les Alliés, qui en avril 1922 n’ont toujours pas levé leurs hypothèques, et seuls des prêts consentis par la France, le Royaume-Uni et la Tchécoslovaquie permettent à l’Autriche de survivre. L’Autriche demande donc à nouveau l’aide des Alliés, réunis en Conseil suprême à Londres.
Le 15 août, David Lloyd George, premier ministre britannique, donne la réponse des Alliés à l’Autriche : 
« Les représentants des Gouvernements alliés […] se sont mis d’accord sur une proposition tendant à renvoyer, pour examen et rapport, la question de l’Autriche à la Société des Nations. La Société sera avisée en même temps qu’en raison des fardeaux déjà très lourds supportés par les contribuables des Puissances alliées, celles-ci ne sont pas en mesure d’accorder à l’Autriche un nouveau secours financier, à moins que la Société ne puisse proposer un programme de reconstruction […] ».
La réponse de Lloyd George est directement transmise à la Société des Nations, qui se retrouve donc saisie de la question.
Entre le 15 août et le 7 septembre, Ignaz Seipel, chancelier d’Autriche, se rend à Prague, Berlin et Vérone pour discuter de la situation de son pays et chercher des soutiens mais il se rend vite compte que ni la Tchécoslovaquie, ni l’Allemagne, ni l’Italie ne peuvent sauver d’elles-mêmes l’économie autrichienne. En désespoir de cause, le chancelier autrichien envisage alors de demander à la Société des Nations le rattachement de son pays à l’Allemagne, l’article 80 du traité de Versailles spécifiant que seul le Conseil de la Société des Nations peut décider de la fusion des deux États.

## Intervention de la Société des Nations
Le 7 septembre 1922 est alors mis en place le Comité du Conseil, présidé par Lord Balfour, représentant britannique, avec la participation de la France, de l’Italie, de la Tchécoslovaquie et de l’Autriche. Ce comité rend un projet au Conseil de la Société des Nations, que ce dernier accepte. Albert von Mensdorff-Pouilly-Dietrichstein participe entre autres aux négociations.
Le projet prévoit que pour résoudre la crise économique, il est nécessaire de rétablir la couronne austro-hongroise, de plus en plus dépréciée, tout en assainissant les dépenses de l’État pour revenir à l’équilibre budgétaire. 
D’une part est mise en place une banque d’émission à Vienne, indépendante du gouvernement autrichien, qui renonce ainsi à son droit d’émettre de la monnaie. D'autre part, l’État autrichien s’engage à alléger ses dépenses, en licenciant des fonctionnaires et en réorganisant son système ferroviaire et les monopoles d’État.
En échange, la Société des Nations prévoit un prêt de 650 millions de couronnes, dont 130 millions pour rembourser les emprunts précédents. Ce prêt est fourni à 20 % par chaque membre du Comité (France, Royaume-Uni, Italie et Tchécoslovaquie), les 20 % restants étant financés par la Belgique, l’Espagne, les Pays-Bas et la Suisse. Pour s’assurer du bon fonctionnement du plan, la Société des Nations nomme un commissaire général, chargé de vérifier l’application des réformes, et auquel l’État autrichien doit demander la permission d’utiliser les fonds du prêt, tout en justifiant ses dépenses.
Pour éviter que les États prêteurs ne profitent de la situation autrichienne, ils signent le 4 octobre 1922 le protocole de Genève sur la reconstruction de l’Autriche, une déclaration de désintéressement, où ils s’engagent à respecter l’indépendance et la souveraineté de l’Autriche, sans chercher à retirer de l’affaire un quelconque avantage exclusif économique ou financier. La volonté de préserver l’indépendance de l’Autriche était prégnante chez les membres du Conseil, pour que la Société des Nations ne soit pas considérée comme la représentante d’intérêts particuliers. Ainsi, durant les négociations, Lord Balfour ne cessa de répéter : « C’est l’Autriche qui gouverne ».

## Résolution de la crise
L'étape initiale du programme de reconstruction monétaire est la fondation, le 2 janvier 1923, de l'Oesterreichische Nationalbank par la loi du 14 novembre 1922, en remplacement de la Banque Austro-hongroise qui était en liquidation. Le premier objectif de cette nouvelle banque a été de garantir la stabilité de la monnaie.
En janvier 1923, l’État autrichien a déjà licencié 25 000 fonctionnaires, notamment par la suppression de certains ministères, tandis que la situation économique s’améliore, avec la baisse du chômage et la stabilisation de la monnaie. On a d’ailleurs dit que « l’horreur de la couronne » avait fait place à « la chasse à la couronne ». Les investissements étrangers et les dépôts à la banque se multiplient, montrant la confiance regagnée dans l’économie autrichienne.
Ainsi, bien que saisie in-extremis, la Société des Nations a su trouver une solution efficace, bien que complexe, à la situation. Elle a su d’ailleurs montrer un autre aspect de la forme de son intervention, en coordonnant l’aide internationale envers un pays, alors qu’auparavant elle servait principalement de médiateur lors de conflits diplomatiques. De plus, la situation autrichienne a été redressée sans qu’à aucun moment la souveraineté de cet État ne soit remise en cause, l’Autriche faisant partie du Conseil de la Société des Nations comme du Comité sur la question.
La création d'une nouvelle unité monétaire devenait une nécessité. En décembre 1923, le Conseil national autorisa le gouvernement à émettre des pièces d'argent de 5 000, 10 000 et 20 000 couronnes avec la mention demi-Schilling, Schilling et double-Schilling. Un an plus tard, une réforme monétaire officialisait la naissance du schilling autrichien comme nouvelle monnaie (loi du 20 décembre 1924 - Schillingrechnungsgesetz), avec un taux de change de 10 000 couronnes pour 1 Schilling.